# Miera
Miera és un municipi de la Comunitat Autònoma de Cantàbria, a la comarca de Trasmiera

## Localitats
- Ajanedo.
- La Cantolla.
- La Cárcoba (Capital).
- Irias.
- Linto.
- Mirones.
- Mortesante.
- Los Pumares.
- Solana.
- La Toba.
- La Vega.

## Demografia
| 1900  | 1910  | 1920  | 1930  | 1940  | 1950  | 1960  | 1970  | 1980 | 1990 | 2000 | 2007 |
| ----- | ----- | ----- | ----- | ----- | ----- | ----- | ----- | ---- | ---- | ---- | ---- |
| 1.489 | 1.413 | 1.389 | 1.313 | 1.141 | 1.187 | 1.107 | 1.011 | 718  | 780  | 532  | 453  |

Font: INE

## Administració
| Eleccions municipals, 23 de maig de 2003 |      |        |          |
| Partit                                   | Vots | %      | Regidors |
| PP                                       | 237  | 55,90% | 4        |
| PSOE                                     | 104  | 24,53% | 2        |
| PRC                                      | 83   | 19,58% | 1        |

| Eleccions municipals, 27 de maig de 2007 |      |        |          |
| Partit                                   | Vots | %      | Regidors |
| PP                                       | 177  | 45,74% | 4        |
| PRC                                      | 126  | 32,56% | 2        |
| PSOE                                     | 84   | 21,71% | 1        |